# أبنوس

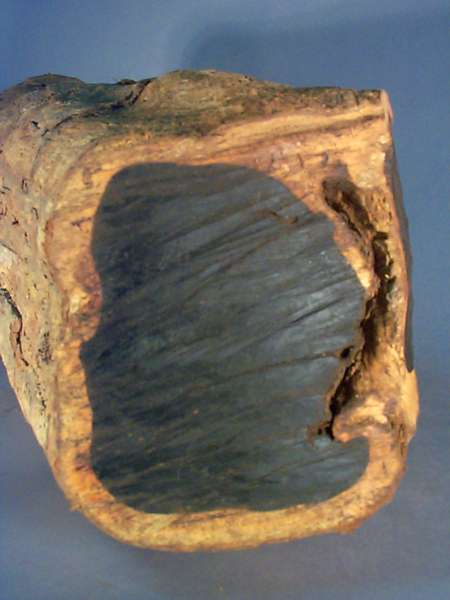
مقطع في جذع شجرة أبنوس

الأَبَنُوس أو السَأسَم (بالإنجليزية: Ebony)‏ هو خشب صلب أسود كثيف وينتج في الغالب عن العديد من الأنواع المختلفة في جنس الخرمال الذي يحتوي أيضًا على الكاكي. أخشاب الأبنوس كثيفة بما يكفي لتغرق في الماء. يتميز بملمس ناعم وله شكل أملس للغاية عند صقله مما يجعله قيماً كخشب مزخرف. تأتي كلمة الأبنوس من hbny المصرية القديمة من خلال اليونانية القديمة ἔβενος (ébenos) إلى اللاتينية والإنجليزية الوسطى.

## أنواع ومواطن الأبنوس
وتشمل الأنواع أبنوس سيلان (الخرمال الأبنوسي) الأصلي في جنوب الهند وسريلانكا وأبنوس الغابون (خرمال سميك الأزهار) الذي ينمو في غرب أفريقيا وأبنوس ماكاسار (الخرمال السلاوسي) الذي ينمو في إندونيسيا وقيمته في الحبوب الخشبية الخصبة متعددة الألوان. ثم هناك أبنوس الموريشيوس (الخرمال المشطرج) الذي تم استغلاله إلى حد كبير من قبل الهولنديين في القرن السابع عشر. بعض الأنواع في جنس الخرمال تنتج خشب الأبنوس مع خصائص فيزيائية مماثلة ولكن مخطط بدلا من السود بالتساوي (الخرمال الأبنوسي).
تنمو أشجار الأبنوس في اليابان وأندونيسيا والفلبين وجزر الهند الشرقية والهند وسريلانكا ومدغشقر وجنوب أفريقيا وجنوب السودان وأمريكا الجنوبية وأمريكا الشمالية.

## أنواع الأبنوس
لب خشب الابنوس الخشب الجوفي غامق اللون اما خشب النسغ فانه ضارب إلى الرمادي أو أبيض ضارب إلى الوردي ولب خشب الأبنوس اعلاه صلب ناعم الصقل وسهل النحت يتحمل الابنوس كذلك التلميع المكثف ويكون لب الخشب مو بعض أنواع الابنوس بنيا قاتما بدلا من الأسود وقد يكون بخطوط ذات الوان مختلفة كالبني الخفيف أو الأصفر أو الأحمر. وقد يكون الصمغ الصلب الموجود في انسجة لب الخشب سببا في هشاشة الابنوس وقابليته للكسر وهذا يجعله سهل التشكيل والتصنيع والنحت وهناك أنواع من الابنوس هي اشجار البرسيمون ولكن لهذه الأشجار لب أسود بمقدار قليل جدا لذلك فليس لها قيمة تجارية وتستخدم الطبقة الخارجية الصلبة من خشب البرسيمون الأمريكي لصنع مشابك ورؤوس خشبية لمضارب الجولف ويستخدم الابنوس بصورة أساسية في صنع مفاتيح البيانو السوداء والناي ومقابض السكاكين والفرش والتلبيسات الخشبية على الاثاث ومجسامات أغراض جمالية أخرى

## الاستخدامات

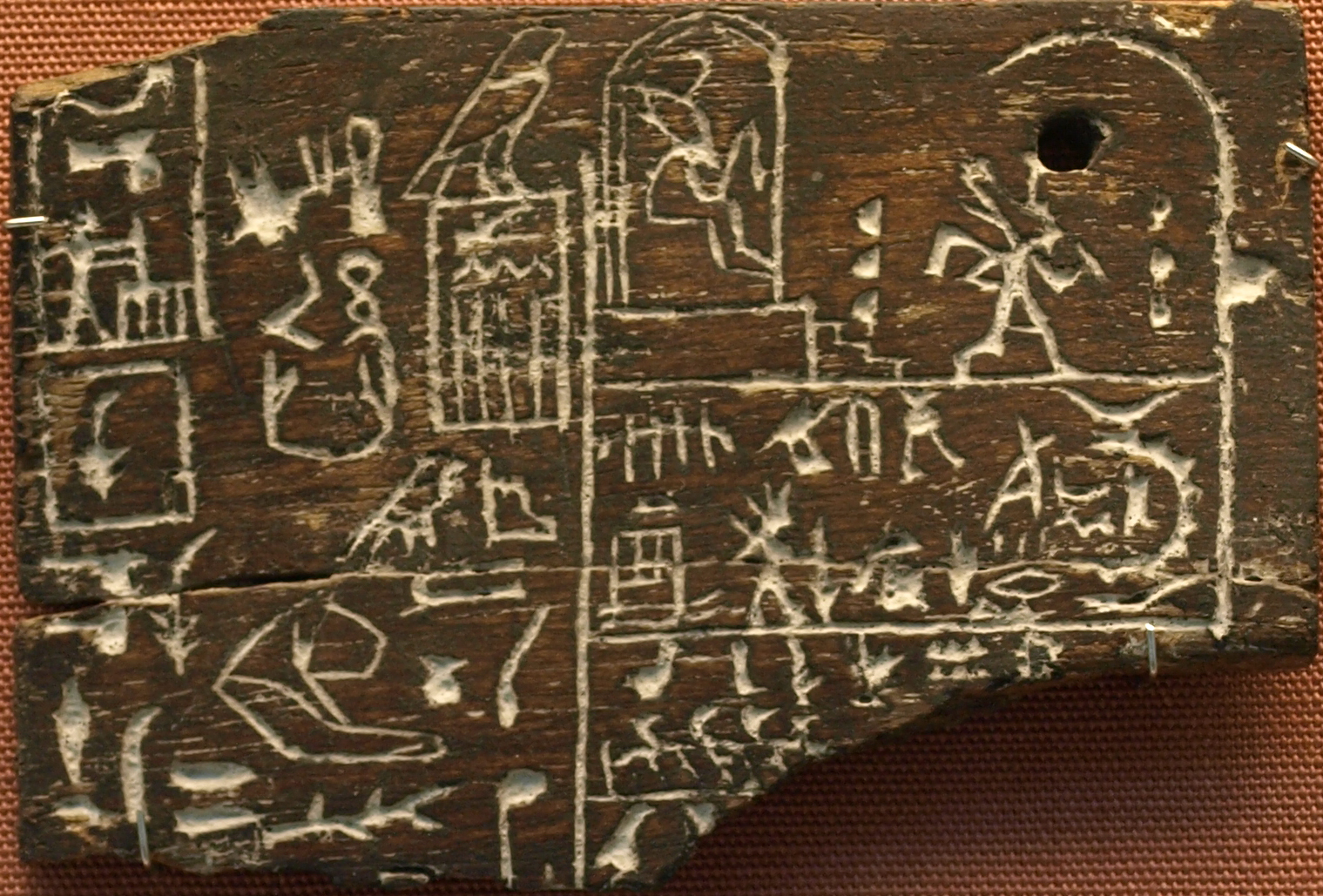
بعض الكتابات الفرعونية على قطعة من خشب الأبنوس وجِدَت في قبر الفرعون دِن في أبيدوس وتعود إلى حوالي 3000 سنة ق.م

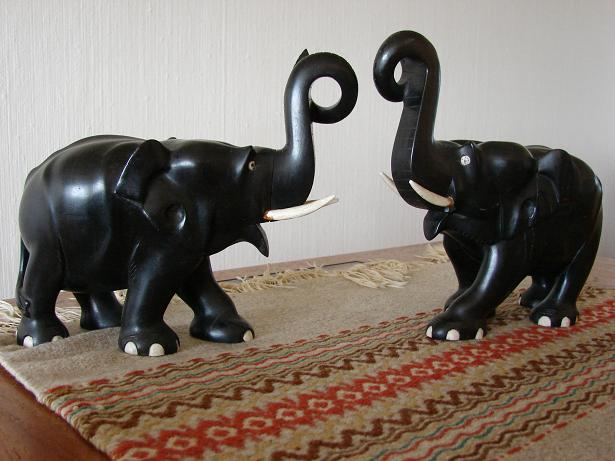
تمثالين صغيرين لفيلين منحوتين من شجر الأبنوس. ويظهر بشكل واضح اللمعان الساطع للمنحوتين

عُرف استخدام خشب الأبنوس منذ القدم في المنحوتات التي وجدت في المقابر الفرعونية القديمة، وتعددت استخداماته منذ القدم حتى يومنا هذا.
وفي الوقت الحالي تقتصر استخدامات الأبنوس إلى حد كبير لأجزاء ومنتجات صغيرة نسبيًا، مثل المنحوتات الصغيرة، وبعض أجزاء الآلات الموسيقية، كالمفاتيح السوداء في البيانو، وبعض الأجزاء في الكمان والقيتارة، ونحو ذلك.
كما تستخدم أيضا في صنع الأحجار السوداء في لعبة الشطرنج، وبعض أجزاء عصى البلياردو.

## معرض الاستخدامات

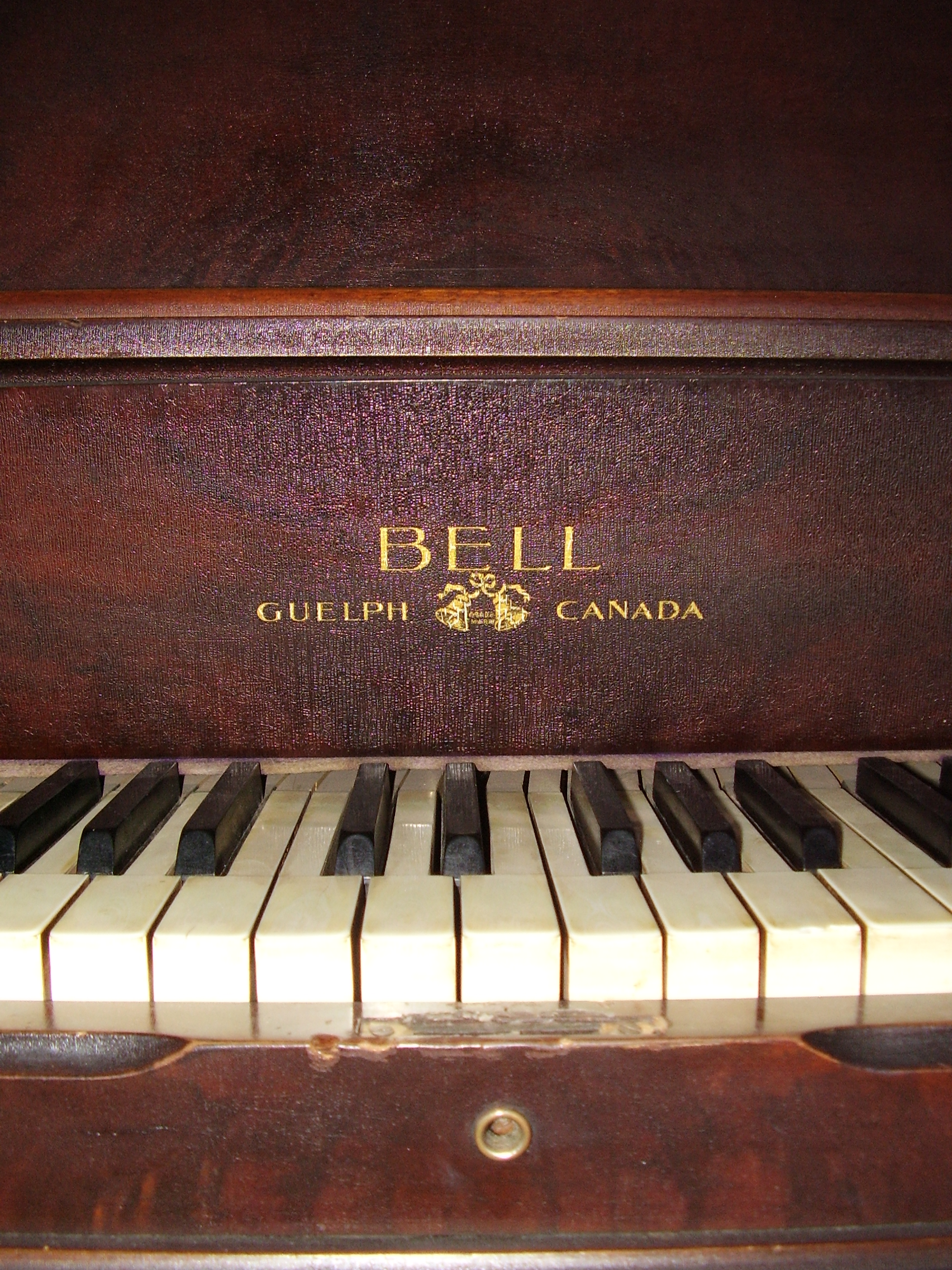
مفاتيح سوداء في بيانو مصنوعة من الأبنوس
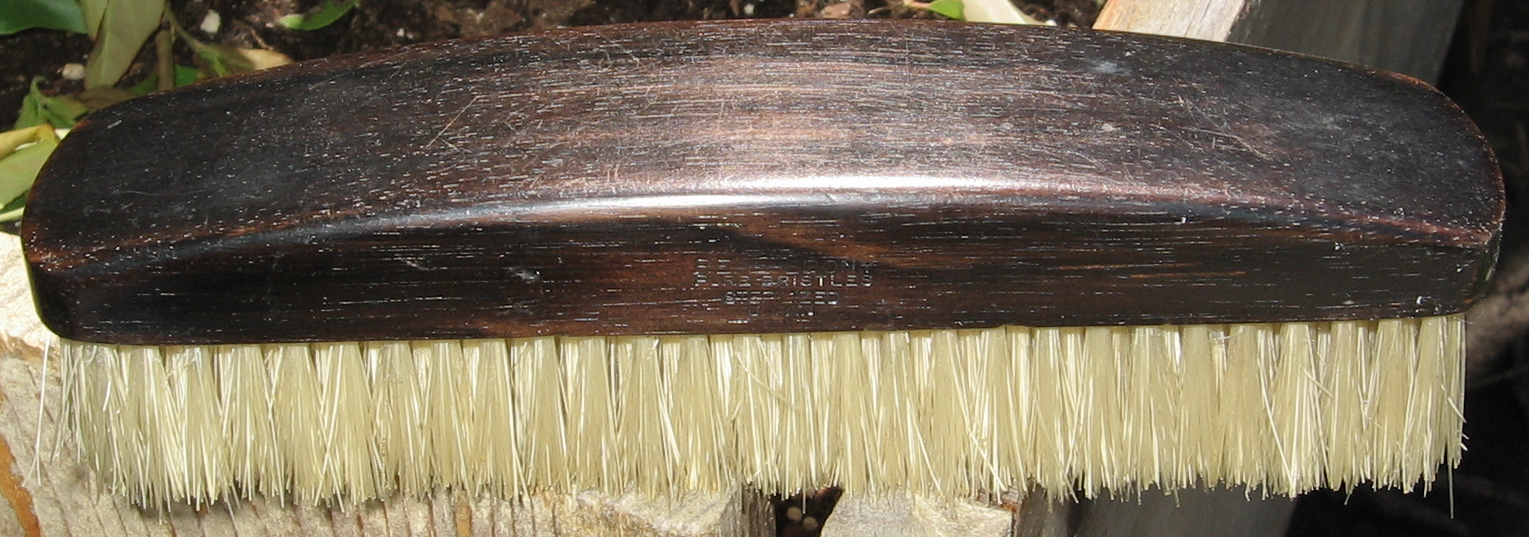
ماسكة فرشاة ملابس مصنوعة من الأبنوس
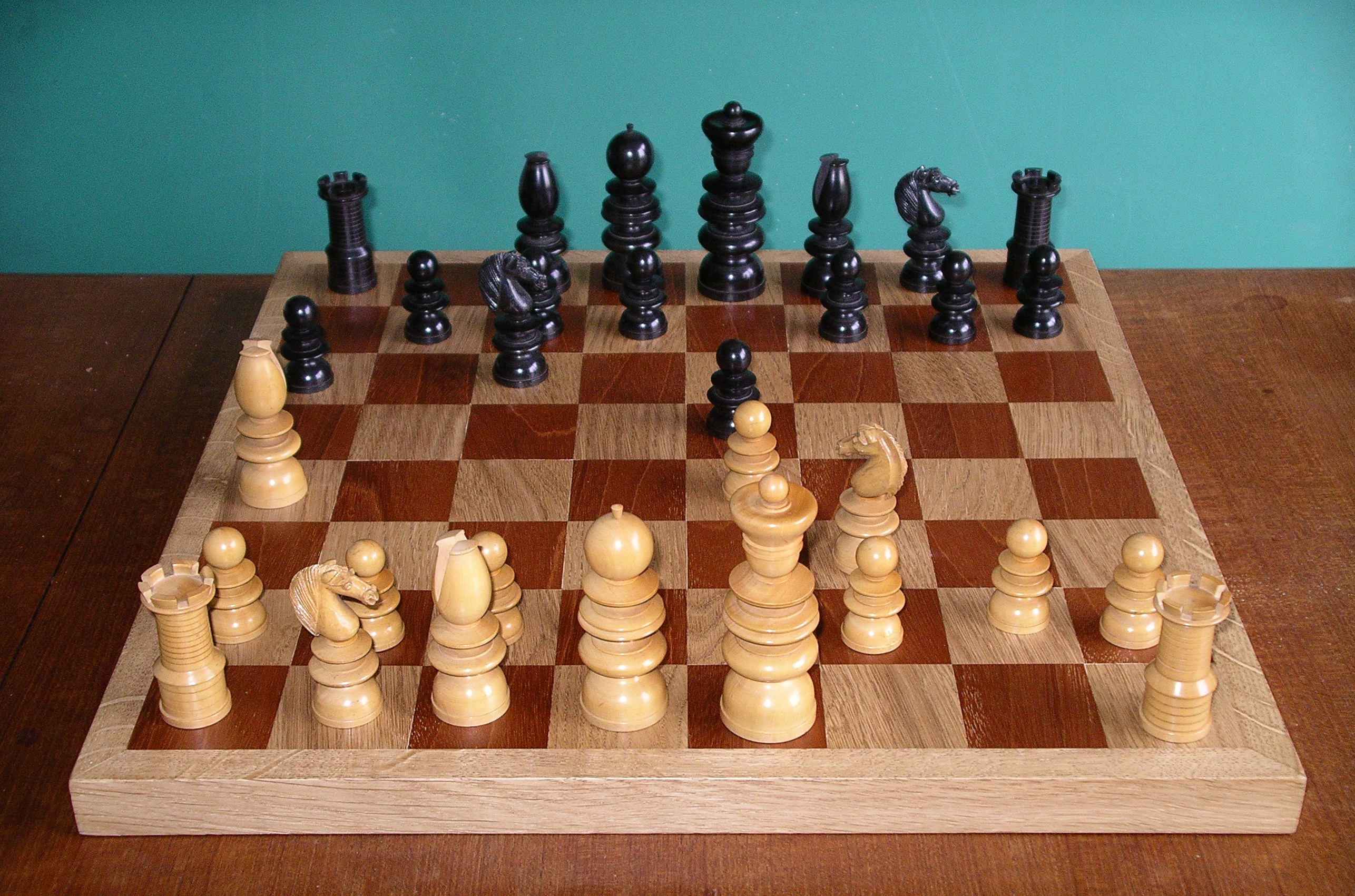
أحجار شطرنج سوداء مصنوعة من الأبنوس
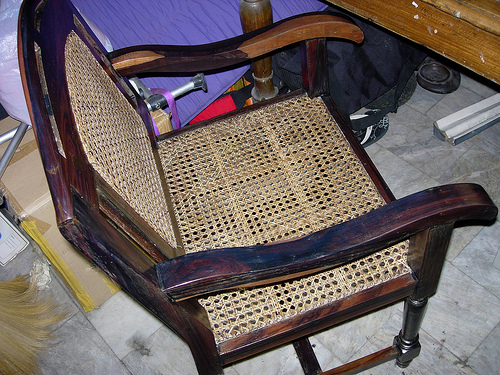
كرسي صنعت بعض أجزاءه من الأبنوس
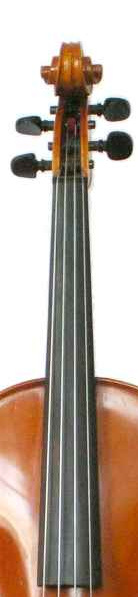
كمان صنعت بعض أجزائه من الأبنوس